# جون إدموند غريني
جون إدموند غريني هو طيار بطل كندي، ولد في 2 يوليو 1894 في وينيبيغ في كندا، وتوفي في 14 أكتوبر 1918.